# Zimbabwe na Letnich Igrzyskach Olimpijskich 2020
Zimbabwe na Letnich Igrzyskach Olimpijskich 2020 – występ kadry sportowców reprezentujących Zimbabwe na igrzyskach olimpijskich, które odbyły się w Tokio w Japonii, w dniach 23 lipca - 8 sierpnia 2021 roku.
Reprezentacja Zimbabwe liczyła pięcioro zawodników - czterech mężczyzn i jedną kobietę, którzy wystąpili w 4 dyscyplinach.
Był to czternasty start tego kraju na letnich igrzyskach olimpijskich.

## Reprezentanci

### Golf
| Zawodnik      | Konkurencja | Runda 1 | Runda 2 | Runda 3 | Runda 4 | Łącznie | Łącznie | Łącznie |
| Zawodnik      | Konkurencja | Wynik   | Wynik   | Wynik   | Wynik   | Wynik   | Par     | Miejsce |
| ------------- | ----------- | ------- | ------- | ------- | ------- | ------- | ------- | ------- |
| Scott Vincent | Mężczyźni   | 73      | 67      | 66      | 67      | 273     | −11     | 16.     |

### Lekkoatletyka
| Zawodnik            | Konkurencja            | Eliminacje | Eliminacje | Runda 1 | Runda 1 | Półfinał | Półfinał | Finał | Finał   |
| Zawodnik            | Konkurencja            | Czas       | Miejsce    | Czas    | Miejsce | Czas     | Miejsce  | Czas  | Miejsce |
| ------------------- | ---------------------- | ---------- | ---------- | ------- | ------- | -------- | -------- | ----- | ------- |
| Ngonidzashe Makusha | Bieg na 100 m mężczyzn | 10,32      | 3. Q       | 10,43   | 50.     | NQ       | NQ       | NQ    | NQ      |

### Pływanie
Mężczyźni
| Zawodnik       | Konkurencja        | Eliminacje | Eliminacje | Półfinał | Półfinał | Finał | Finał   |
| Zawodnik       | Konkurencja        | Czas       | Miejsce    | Czas     | Miejsce  | Czas  | Miejsce |
| -------------- | ------------------ | ---------- | ---------- | -------- | -------- | ----- | ------- |
| Ryan Maskelyne | 100 m st. dowolnym | 50,31      | 42.        | NQ       | NQ       | NQ    | NQ      |

Kobiety
| Zawodniczka  | Konkurencja           | Eliminacje | Eliminacje | Półfinał | Półfinał | Finał | Finał   |
| Zawodniczka  | Konkurencja           | Czas       | Miejsce    | Czas     | Miejsce  | Czas  | Miejsce |
| ------------ | --------------------- | ---------- | ---------- | -------- | -------- | ----- | ------- |
| Donata Katai | 100 m st. grzbietowym | 1:02,73    | 34.        | NQ       | NQ       | NQ    | NQ      |

### Wioślarstwo
| Zawodnik             | Konkurencja | Eliminacje | Eliminacje | Repasaże | Repasaże | Ćwierćfinały | Ćwierćfinały | Półfinały | Półfinały | Finał   | Finał   |
| Zawodnik             | Konkurencja | Czas       | Miejsce    | Czas     | Miejsce  | Czas         | Miejsce      | Czas      | Miejsce   | Czas    | Miejsce |
| -------------------- | ----------- | ---------- | ---------- | -------- | -------- | ------------ | ------------ | --------- | --------- | ------- | ------- |
| Peter Purcell-Gilpin | M1x         | 7:10,65    | 4. (R)     | 7:35,16  | 1. (Ć)   | 7:37,97      | 6. (PC/D)    | 7:01,72   | 4. (FD)   | 7:03,85 | 20.     |